# Not Available
Not Available — второй студийный альбом американской авангардной рок-группы The Residents, вышедший в 1978 году.

## Об альбоме
Not Available был записан в 1974, но издан в 1978 году, так как, через некоторое время после выпуска своего первого полноценного релиза - Meet the Residents в 1974 году, The Residents в сотрудничестве с философом, музыкантом и поэтом N. Senada и гитаристом Снейкфингером разработали так называемую «Теорию Забвения». Основной принцип теории: Любое произведение искусства может стать доступным лишь тогда, когда о его существовании забудет сам автор, (подробнее). Таким образом, музыканты «забыли» о существовании альбома в 1978 году, и он был издан.
В оригинальной версии альбома было 5 композиций, связанных между собой общей историей, стилистически
напоминающих классический прогрессивный рок 70-х годов, с элементами spoken word.

## Список композиций
1. Part One: Edweena
2. Part Two: The Making of a Soul
3. Part Three: Ship’s a’Going Down
4. Part Four: Never Known Questions
5. Epilogue

Переиздание на CD 1987 года содержало в себе треки с совместного альбома The Residents и Renaldo and the Loaf, Title In Limbo.
1. Intro: Version
2. The Shoe Salesman
3. Crashing
4. Monkey and Bunny
5. Mahogany Wood
6. The Sailor Song